# Tattoo (Lied)
Tattoo ist ein Lied der schwedischen Sängerin Loreen. Mit dem Popsong siegte sie beim Melodifestivalen 2023 und vertrat damit Schweden beim Eurovision Song Contest 2023 im englischen Liverpool. Sie belegte mit dem Lied im Finale des Wettbewerbs den ersten Platz.

## Hintergrund
Tattoo wurde von Jimmy „Joker“ Thörnfeldt, Jimmy Jansson, Cazzi Opeia, Peter Boström, Thomas G:son und Loreen geschrieben. Der Song handelt vom Kampf um Liebe, musikalisch ist der Titel dem Europop zuzuordnen. Laut eigener Aussage nahm Loreen den Song innerhalb von zwei Stunden auf.

## Auftritt beim Melodifestivalen

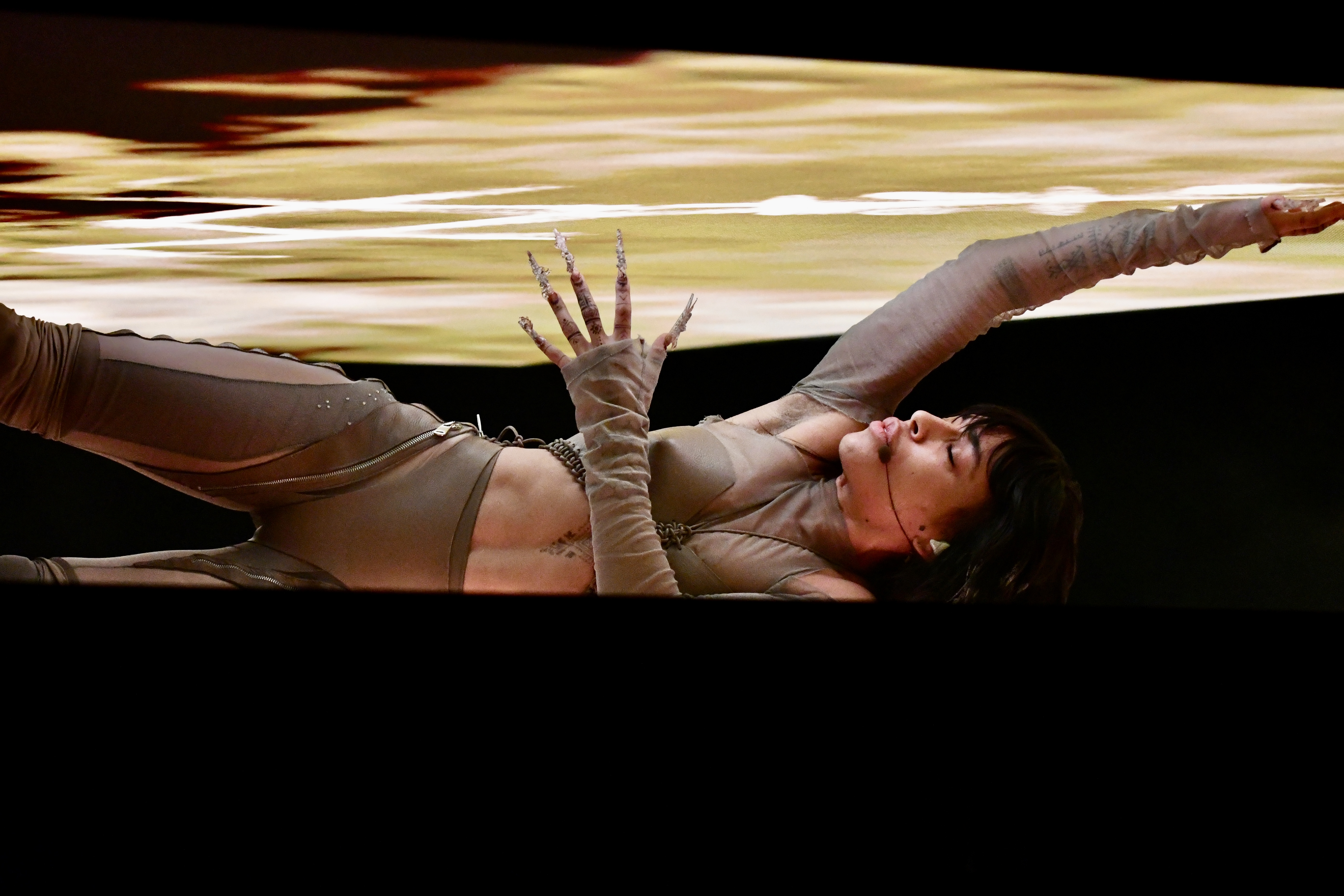
Loreen während ihres Auftritts im vierten Halbfinale in Malmö

Im Vorfeld des Melodifestivalen 2023 kam es zu einem Leak des Songs. Im Rahmen einer Pressevorschau gelangte der Titel an die Öffentlichkeit, was gegen die Regeln des Wettbewerbs verstößt und eine Disqualifikation nach sich ziehen kann. Der austragende Sender SVT entschied sich gegen eine Disqualifikation.
Der Beitrag wurde am 25. Februar 2023 im vierten Halbfinale (Deltävling 4) in Malmö von Loreen präsentiert. Dabei war der Beitrag sowohl der letzte Beitrag des Abends, als auch der letzte Beitrag aller vorgestellten Titel. Als Inszenierungsidee wurden zwei Plattformen gewählt, zwischen denen Loreen zu Beginn der Präsentation liegt. Auf der unteren Plattform befindet sich Sand, während die obere Plattform knapp oberhalb der Sängerin schwebt. Diese ist 1,8 Tonnen schwer, wird von vier Motoren angetrieben und hebt sich im Laufe des Songs. Beide Plattformen besitzen LED-Monitore, die beide eine Fläche von 16 Quadratmetern abdecken. Die LED-Fläche der oberen Plattform wird mit Symbolen eines nordafrikanischen Stammes, den Berbern, bespielt. Loreen ist berberisch-marokkanischer Herkunft.
Beim Auftritt Loreens im vierten Halbfinale kam es zu einer Störaktion eines Klimaaktivisten. Mit einem Banner stand dieser am linken Bühnenrand und wurde erst nach einigen Augenblicken von Ordnern von der Bühne entfernt. Der Auftritt wurde daraufhin abgebrochen, die Moderatoren überbrückten den erneuten Bühnenaufbau. Loreen performte erneut und sicherte sich in der ersten Abstimmungsrunde direkt den Einzug in das Finale in Solna, das am 11. März 2023 stattfand. Im Finale trat Loreen bei zwölf Teilnehmern auf Startposition 10 an. Schließlich konnte sie dieses mit 177 Punkten für sich entscheiden, wobei sie beim Zuschauervoting mit 85 Punkten die höchste Punktzahl sowie von 7 der 8 internationalen Jurys die Maximalpunktzahl von 12 Punkten erhielt.

## Beim Eurovision Song Contest
Bereits im Vorfeld des Contests wurde bekannt, dass Teile der Inszenierung verändert werden mussten, weil die Decke der Veranstaltungshalle für die obere LED-Plattform nicht tragfähig genug war. Zudem besagen die Regularien der EBU, dass jeder Künstler die gleichen Voraussetzungen beim Auftritt haben sollen. So wurde die Fläche der beiden LED-Monitore verkleinert und der Sockel der unteren Plattform erhöht.
Beim Eurovision Song Contest trat Loreen im ersten Halbfinale, das am 9. Mai 2023 stattfand, auf Startposition 11 auf. Sie erreichte mit 135 Punkten hinter Finnland den 2. Platz, qualifizierte sich für das Finale und trat dort an 9. Stelle bei 26 teilnehmenden Nationen an. Im Juryvoting erzielte sie mit 340 Punkten den höchsten Wert des Wettbewerbs, in der Gunst der Zuschauer erreichte sie mit 243 Punkten Platz 2 hinter Finnland. Im Endergebnis konnte sie mit 583 Punkten den siebten Sieg für Schweden beim Eurovision Song Contest erzielen.

## Plagiatsvorwürfe
Nach der Veröffentlichung des Songs wurden Plagiatsvorwürfe laut. So werden Ähnlichkeiten in der Akkordfolge von ABBAs Lied The Winner Takes It All, Parallelen zu Flying Free der spanischen Elektroformation Pont Aeri und zu В плену der ukrainischen Sängerin Mika Newton angeführt.

## Kommerzieller Erfolg

### Chartplatzierungen
Tattoo ist das Stück, das am schnellsten eine Position in der Hitparade Svensktoppen erreichen konnte. Mit über 375.000 Streams auf Spotify in weniger als zwei Tagen übertraf der Titel den bisherigen Spitzenreiter Too Late for Love von John Lundvik unter allen auf der Plattform verfügbaren Beiträgen des Melodifestivalen.
| ChartsChartplatzierungen     | Höchstplatzierung | Wochen |
| ---------------------------- | ----------------- | ------ |
| Deutschland (GfK)            | 7 (28 Wo.)        | 28     |
| Österreich (Ö3)              | 1 (28 Wo.)        | 28     |
| Schweden (GLF)               | 1 (44 Wo.)        | 44     |
| Schweiz (IFPI)               | 1 (67 Wo.)        | 67     |
| Vereinigtes Königreich (OCC) | 2 (15 Wo.)        | 15     |

| ChartsJahrescharts (2023)    | Platzierung |
| ---------------------------- | ----------- |
| Deutschland (GfK)            | 56          |
| Österreich (Ö3)              | 35          |
| Schweiz (IFPI)               | 9           |
| Vereinigtes Königreich (OCC) | 84          |

| ChartsJahrescharts (2024) | Platzierung |
| ------------------------- | ----------- |
| Schweiz (IFPI)            | 54          |

### Auszeichnungen für Musikverkäufe
| Land/Region                  | Auszeichnungen für Musikverkäufe (Land/Region, Auszeichnung, Verkäufe) | Verkäufe  |
| ---------------------------- | ---------------------------------------------------------------------- | --------- |
| Belgien (BRMA)               | 2× Platin                                                              | 80.000    |
| Brasilien (PMB)              | 2× Platin                                                              | 80.000    |
| Dänemark (IFPI)              | Platin                                                                 | 90.000    |
| Deutschland (BVMI)           | Gold                                                                   | 300.000   |
| Frankreich (SNEP)            | Diamant                                                                | 333.333   |
| Griechenland (IFPI)          | 2× Platin                                                              | 40.000    |
| Italien (FIMI)               | Platin                                                                 | 100.000   |
| Polen (ZPAV)                 | Diamant                                                                | 250.000   |
| Portugal (AFP)               | 3× Platin                                                              | 30.000    |
| Schweiz (IFPI)               | Gold                                                                   | 10.000    |
| Spanien (Promusicae)         | 2× Platin                                                              | 120.000   |
| Vereinigtes Königreich (BPI) | Platin                                                                 | 600.000   |
| Insgesamt                    | 2× Gold · 14× Platin · 2× Diamant ·                                    | 2.033.333 |

## Coverversionen
- Unter dem Namen Daqui Pra Sempre erschien am 22. September 2023 eine komplett in brasilianischem Portugiesisch vorgetragene Version der Sängerinnen Manu und Simone Mendes.[33] Das Cover erreichte die Spitze der brasilianischen Charts.[34]